# 1-ша група армій (США)
1-а американська група армій (англ. First United States Army Group) — вигадане військове об'єднання американських збройних сил часів Другої світової війни, створене "на папері" перед початком операції «Оверлорд», з метою введення німецьких військ в оману стосовно реальних цілей та складу угруповання союзників.